# Slanec
Slanec (in ungherese Nagyszalánc, in tedesco Salzburg, in latino Castrum Salis) è un comune della Slovacchia facente parte del distretto di Košice-okolie, nella regione di Košice.